# سد یأجوج و مأجوج
سد یأجوج و مأجوج  به یکی از دو دیواری گفته می‌شود که ذوالقرنین برای جلوگیری از تهاجم اقوام مختلف شمالی که در پشت کوه‌های قفقاز و شمال غربی ایران پراکنده بودند، کشیده بودند تا از دستبرد و غارت این طوایف و تهاجم آنان در امان باشند. این دو دیوار به نام‌های شرقی و غربی بود و دیوار غربی آن سد یأجوج و مأجوج نامیده می‌شد. این دیوار مهم‌تر از دیوار شرقی بود و در سراسر کوه‌های قفقاز کشیده شده‌بود. این دیوار عظیم در طول کوه‌های مزبور امتداد می‌یافت تا می‌رسید به شمال شهر دربند و در آنجا تا بالای پیش‌آمدگی کوه و باز در بالای دریای خزر امتداد می‌یافت. در انتهای اتصال این دیوار به کوه معبری بود که دروازه‌ای بزرگ بر آن کار گذارده و در موقع لزوم آن را فرو می‌بستند و اعراب این شهر را دربند را باب‌الابواب یا الباب می‌نامیدند.